# Ophialcaea tuberculosa
Ophialcaea tuberculosa är en ormstjärneart som först beskrevs av George Richard Lyman 1878.  Ophialcaea tuberculosa ingår i släktet Ophialcaea och familjen knotterormstjärnor. Inga underarter finns listade i Catalogue of Life.